# Klubowe Mistrzostwa Europy w futsalu
Klubowe Mistrzostwa Europy w Futsalu coroczne europejskie rozgrywki klubów futsalowych. Stworzone w 1984 roku, rozgrywane do 2000 roku, kiedy to powstał Puchar UEFA w Futsalu.

## Klubowe Mistrzostwa Europy
| Rok     | Gospodarz            | Zwycięzca              | Wynik         | Finalista             |
| ------- | -------------------- | ---------------------- | ------------- | --------------------- |
| 1984/85 | Viterbo              | ZVC Hoboken            | 3-3 (4-3 a.p) | FC Kras Boys          |
| 1985/86 | Rzym                 | Drei Keuninge          | 3-3 (4-3 a.p) | ZVK Hasselt           |
| 1986/87 | Maastricht           | Næstved IF             | 7-0           | ZVK Hasselt           |
| 1987/88 | Velenje              | ZVK Ford Genk          | 3 - 0 playoff | FC Kras Boys          |
| 1988/89 | Debreczyn            | MNK Uspinjaca          | 3-0           | MNK Kutina            |
| 1989/90 | Rzym                 | Roma RCB               | 2-1           | La Garriga-Isolar     |
| 1990/91 | Madryt               | Interviú Lloyd´s       | 7-0           | AR Freixieiro         |
| 1991/92 | nierozegrane         |                        |               |                       |
| 1992/93 | nierozegrane         |                        |               |                       |
| 1993/94 | Madryt               | Marsanz Torrejón       | 11-3          | MNK Uspinjaca         |
| 1994/95 | Maspalomas           | Dina Moskwa            | 6-5           | Maspalomas Sol Europa |
| 1995/96 | Rzym                 | BNL Calcetto Roma      | 5-4           | P. Lepanto Zaragoza   |
| 1996/97 | Moskwa               | Dina Moskwa            | 2-2 (7-6 pk)  | BNL Calcetto Roma     |
| 1997/98 | Talavera de la Reina | CLM Talavera           | 3-3 (5-4 pk)  | Dina Moskwa           |
| 1998/99 | Moskwa               | Dina Moskwa            | 2-1           | Lazio Rzym            |
| 1999/00 | Segowia              | Caja Segovia FS        | 4-1           | BNL Calcetto Roma     |
| 2000/01 | Castellón            | Playas de Castellón FS | 4-2           | Dina Moskwa           |

| Kraj       | Zwycięzca | Finalista | Zwycięskie kluby                                                                    |
| ---------- | --------- | --------- | ----------------------------------------------------------------------------------- |
| Hiszpania  | 5         | 3         | Interviú Lloyd's, Marsanz Torrejón, CLM Talavera, Caja Segovia, Playas de Castellón |
| Rosja      | 3         | 2         | Dina Moskwa (3)                                                                     |
| Włochy     | 2         | 3         | Roma RCB, BNL Calcetto Roma                                                         |
| Belgia     | 2         | 2         | ZVC Hoboken, ZVK Ford Genk                                                          |
| Holandia   | 1         | 2         | Drei Keuninge                                                                       |
| Chorwacja  | 1         | 2         | MNK Uspinjaca                                                                       |
| Dania      | 1         | 0         | Næstved IF                                                                          |
| Portugalia | 0         | 1         | AR Freixieiro                                                                       |